# الحداد الأول
الحداد الأول هي لوحة زيتية للرسام الفرنسي ويليام بوغيرو.